# Orlando Engelaar
Orlando Wensley Engelaar (Rotterdam, 24 augustus 1979) is een voormalig Nederlands profvoetballer die als middenvelder speelde. Gedurende zijn carrière kwam hij uit voor NAC, Racing Genk, FC Twente, Schalke 04, PSV en Melbourne Heart. Engelaar speelde van 2007 tot en met 2010 veertien interlands voor het Nederlands elftal en was met Oranje actief op Euro 2008.

## Clubcarrière
Engelaar doorliep de jeugdopleiding van Feyenoord maar debuteerde er nooit in het eerste elftal. Nadat hij met de Suriprofs meespeelde tegen NAC (2-0, eerste doelpunt gescoord door Engelaar) haalde trainer Henk ten Cate hem in de zomer van 2000 naar Breda. In augustus van dat jaar maakte hij zijn debuut in de Eredivisie tijdens de wedstrijd NAC–RKC (0-1). In het seizoen 2002/2003 kende Engelaar zijn doorbraak door met twaalf doelpunten in 33 wedstrijden NAC middels de vierde plaats in de Eredivisie aan kwalificatie voor de UEFA Cup te helpen. Het Europese avontuur van Engelaar met NAC was echter maar van korte duur; na twee nederlagen (5-0 en 1-0) tegen Newcastle United in de eerste ronde was de Bredase club uitgeschakeld.
Aan het begin van het seizoen 2004/2005 vertrok Engelaar naar Racing Genk. Na twee seizoenen, waarin hij met Genk op respectievelijk de derde en vierde plaats van de Belgische Eerste Klasse eindigde, keerde hij terug naar Nederland bij FC Twente. Engelaar gold als steunpilaar in het team van trainer Fred Rutten dat op dat moment tot de subtoppers in de Eredivisie behoorde. Dit had mede te maken met het feit dat Rutten hem van aanvallende middenvelder had omgeturnd tot verdedigende middenvelder. Hij wist zich bij Twente dan ook in de kijker te spelen van Nederlands Elftal-bondscoach Marco van Basten. Op 3 juli 2008 werd bekendgemaakt dat FC Twente het met Schalke 04 financieel eens was geworden over een transfer van Engelaar naar de Duitse club, waar Fred Rutten zojuist de nieuwe trainer was geworden. In het seizoen 2008/2009 eindigden Engelaar en Rutten met Schalke op een teleurstellende achtste plaats in de Bundesliga. Na dat ene seizoen vertrokken beiden naar PSV.

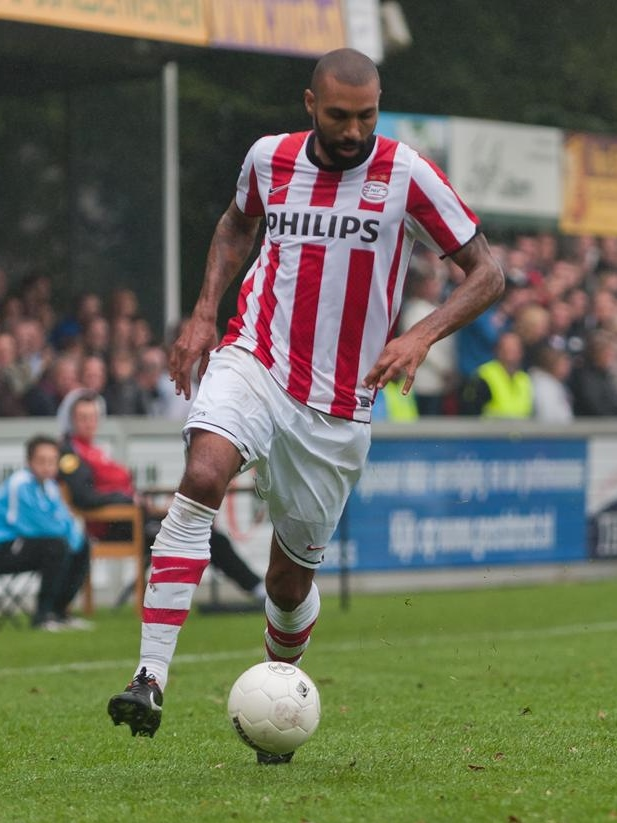
Engelaar in 2011, spelend voor PSV.

Engelaar werd voor vier jaar vastgelegd door de Eindhovense club. Ondanks dat hij geen bepalende speler was gold Engelaar in zijn eerste twee seizoenen bij PSV als basisspeler. In 2011 werd hij benoemd tot reserve-aanvoerder van PSV en na het vertrek van Ibrahim Afellay werd hij de nieuwe vaste aanvoerder. In juni 2011 verkreeg PSV een lening van de gemeente Eindhoven om de lopende financiën te kunnen afhandelen. Hierop maakte de club bekend de salariskosten te willen inkrimpen. Engelaar, die binnen de selectie bij de grootverdieners hoorde, kreeg hierop, in juli 2011, te horen dat de club, vanwege de druk van zijn salaris op de algehele kosten, aanstuurde op een vertrek. Er was interesse van diverse clubs, maar uiteindelijk lukte het Engelaar niet een nieuwe club te vinden. Hierop belandde hij bij PSV op een zijspoor. Door zijn flegmatieke houding en hoge salaris groeide Engelaar uit tot zondebok en verpersoonlijking van het op dat moment noodlijdende PSV. Echter pakte hij op 12 april 2012 de enige prijs in zijn profcarrière na een invalbeurt in de door PSV met 3-0 gewonnen bekerfinale tegen Heracles Almelo. Op 28 maart 2013 maakte de club officieel bekend dat zij het contract van Engelaar niet zou verlengen en in juni vertrok hij bij PSV.
In juli 2013 liep Engelaar stage bij West Ham United. In navolging van verdediger Rob Wielaert tekende Engelaar in augustus een contract bij het Australische Melbourne Heart van trainer-coach John Aloisi. Hij kwam een contract overeen voor de duur van het seizoen 2013/2014. De middenvelder kende echter een dramatisch debuut in Australië. In zijn eerste wedstrijd brak Engelaar zijn been. Op 22 maart 2014 trok hij de aandacht van de internationale media, toen hij in de wedstrijd tegen Central Coast Mariners in de 34ste minuut vanaf de eigen helft een schot loste dat doel trof.
In de zomer van 2014 kwam Engelaar zonder club te zitten en hield hij zijn conditie op peil bij FC Twente. Hier tekende hij in oktober een contract voor het lopende seizoen. Hij speelde dat seizoen elf officiële wedstrijden voor FC Twente, waarin hij tweemaal wist te scoren. De club, die in financieel zwaar weer terecht was gekomen, besloot het aflopende contract in de zomer van 2015 niet te verlengen.
Engelaar maakte op 13 september 2015 tijdens een uitzending van radioprogramma De Perstribune bekend dat hij zijn voetballoopbaan afgesloten had.

## Statistieken
| Seizoen | Club            | Competitie    | Wedstrijden | Doelpunten |
| ------- | --------------- | ------------- | ----------- | ---------- |
| 2000/01 | NAC Breda       | Eredivisie    | 18          | 0          |
| 2001/02 | NAC Breda       | Eredivisie    | 15          | 0          |
| 2002/03 | NAC Breda       | Eredivisie    | 33          | 12         |
| 2003/04 | NAC Breda       | Eredivisie    | 30          | 9          |
| 2004/05 | NAC Breda       | Eredivisie    | 1           | 1          |
| 2004/05 | Racing Genk     | Eerste klasse | 29          | 9          |
| 2005/06 | Racing Genk     | Eerste klasse | 26          | 3          |
| 2006/07 | Racing Genk     | Eerste klasse | 4           | 0          |
| 2006/07 | FC Twente       | Eredivisie    | 30          | 4          |
| 2007/08 | FC Twente       | Eredivisie    | 26          | 4          |
| 2008/09 | Schalke 04      | Bundesliga    | 25          | 0          |
| 2009/10 | PSV             | Eredivisie    | 28          | 2          |
| 2010/11 | PSV             | Eredivisie    | 30          | 2          |
| 2011/12 | PSV             | Eredivisie    | 13          | 1          |
| 2012/13 | PSV             | Eredivisie    | 3           | 1          |
| 2013/14 | Melbourne Heart | A-League      | 10          | 1          |
| 2014/15 | FC Twente       | Eredivisie    | 7           | 1          |
|         |                 | Totaal        | 328         | 50         |

## Interlandcarrière
Op 2 juni 2007 maakte Engelaar in en tegen Zuid-Korea zijn debuut voor het Nederlands elftal. Toenmalig bondscoach Marco van Basten liet hem in het Seoul World Cup Stadion in de 63e minuut invallen voor Wesley Sneijder.
Op 24 mei 2008 stond hij in de basis bij Nederland tijdens de eerste van drie oefeninterlands in de laatste twee weken voorafgaand aan het EK 2008 in Oostenrijk en Zwitserland. Hiermee speelde hij zijn vierde interland. De dag erna werd hij definitief geselecteerd voor het EK, omdat Van Basten middenvelder Denny Landzaat liet afvallen uit zijn voorlopige selectie. Engelaar gold op het EK als basisspeler en vormde met Nigel de Jong het defensieve blok op het middenveld. Oranje startte het toernooi voortvarend door met ruime cijfers te winnen van de finalisten van het WK 2006, Italië (3-0) en Frankrijk (4-1). Na een derde overwinning in de poule op Roemenië (2-0) werd het in de kwartfinale uitgeschakeld door het Rusland van Guus Hiddink (1-3 na verlenging).
Engelaar zat in de voorlopige selectie in voorbereiding op het WK 2010. Stijn Schaars van AZ kreeg echter de voorkeur op zijn positie. Engelaar was dusdanig teleurgesteld in de beslissing van bondscoach Bert van Marwijk dat hij de oefeninterland tegen Oekraïne liet schieten. Naar eigen zeggen was het "een van de moeilijkste beslissingen van zijn leven." Van Marwijk liet daarop weten de kans klein te achten dat Engelaar in de toekomst nog opgeroepen zou worden voor het Nederlands elftal.
| Interlands van Orlando Engelaar | Interlands van Orlando Engelaar | Interlands van Orlando Engelaar | Interlands van Orlando Engelaar | Interlands van Orlando Engelaar | Interlands van Orlando Engelaar |
| №                               | Datum                           | Wedstrijd                       | Uitslag                         | Competitie                      | Doelpunten                      |
| Als speler van FC Twente        | Als speler van FC Twente        | Als speler van FC Twente        | Als speler van FC Twente        | Als speler van FC Twente        | Als speler van FC Twente        |
| ------------------------------- | ------------------------------- | ------------------------------- | ------------------------------- | ------------------------------- | ------------------------------- |
| 1                               | 02-06-2007                      | Zuid-Korea – Nederland          | 0 – 2                           | Vriendschappelijk               | 0                               |
| 2                               | 02-06-2007                      | Thailand – Nederland            | 1 – 3                           | Vriendschappelijk               | 0                               |
| 3                               | 21-11-2007                      | Wit-Rusland – Nederland         | 2 – 1                           | EK-kwalificatie '08             | 0                               |
| 4                               | 24-05-2008                      | Nederland – Oekraïne            | 3 – 0                           | Vriendschappelijk               | 0                               |
| 5                               | 29-05-2008                      | Nederland – Denemarken          | 1 – 1                           | Vriendschappelijk               | 0                               |
| 6                               | 01-06-2008                      | Nederland – Wales               | 2 – 0                           | Vriendschappelijk               | 0                               |
| 7                               | 09-06-2008                      | Italië – Nederland              | 0 – 3                           | EK Groepsfase '08               | 0                               |
| 8                               | 13-06-2008                      | Frankrijk – Nederland           | 1 – 4                           | EK Groepsfase '08               | 0                               |
| 9                               | 17-06-2008                      | Nederland – Roemenië            | 2 – 0                           | EK Groepsfase '08               | 0                               |
| 10                              | 21-06-2008                      | Nederland – Rusland             | 1 – 3                           | EK Kwartfinale '08              | 0                               |
| Als speler van Schalke 04       |                                 |                                 |                                 |                                 |                                 |
| 11                              | 19-11-2008                      | Nederland – Zweden              | 3 – 1                           | Vriendschappelijk               | 0                               |
| Als speler van PSV              |                                 |                                 |                                 |                                 |                                 |
| 12                              | 10-10-2009                      | Australië – Nederland           | 0 – 0                           | Vriendschappelijk               | 0                               |
| 13                              | 18-11-2009                      | Nederland – Paraguay            | 0 – 0                           | Vriendschappelijk               | 0                               |
| 14                              | 26-05-2010                      | Mexico – Nederland              | 1 – 2                           | Vriendschappelijk               | 0                               |

## Erelijst
| KNVB beker | 1× | 2011/12 |